# Beowulf and the Critics by J. R. R. Tolkien
Beowulf and the Critics by J. R. R. Tolkien es un libro editado por Michael D. C. Drout que presenta versiones anotadas y comentadas de las dos versiones manuscritas existentes del ensayo o serie de lecciones de J. R. R. Tolkien sobre el poema medieval Beowulf, que sirvieron de base para la versión resumida titulada «Beowulf: los monstruos y los críticos», publicada en 1936. Las dos versiones publicadas aquí, que Tolkien terminó de escribir en 1926, probablemente como una serie de lecciones para sus clases en la Universidad de Oxford son muy diferentes entre sí, y a su vez muy diferentes de la publicada en 1936.
Este libro incluye una descripción de ambos manuscritos, notas textuales y explicatorias completas y una detallada introducción de Drout, que se centra en explicar el lugar de los estudios de Tolkien sobre el idioma anglosajón tanto en la historia del estudio de Beowulf como en la totalidad de la historia de la crítica literaria.
Beowulf and the Critics by J. R. R. Tolkien recibió en 2003 el Mythopoeic Scholarship Award en la subcategoría de estudios sobre los Inklings.